# وتیمنت
وتیمنت (به فرانسوی: Vatimont) یک کمون در فرانسه است که در Canton of Faulquemont واقع شده‌است.

## خصوصیات
وتیمنت ۸٫۱۳ کیلومترمربع مساحت و ۳۳۷ نفر جمعیت دارد و ۲۹۸ متر بالاتر از سطح دریا واقع شده‌است.